# Ricardo Witthinrich
Ricardo Witthinrich (Armazém, 4 de fevereiro de 1901 – Braço do Norte, 19 de janeiro de 1980) foi um comerciante e político brasileiro.

## Vida
Filho de Augusto Witthinrich e de Clara Feuser Witthinrich. Casou com Maria de Oliveira Souza Uliano, mais conhecida como Cotinha, filha de Jacó Batista Uliano e Maria Francisca de Sousa Uliano, em 29 de dezembro de 1923.

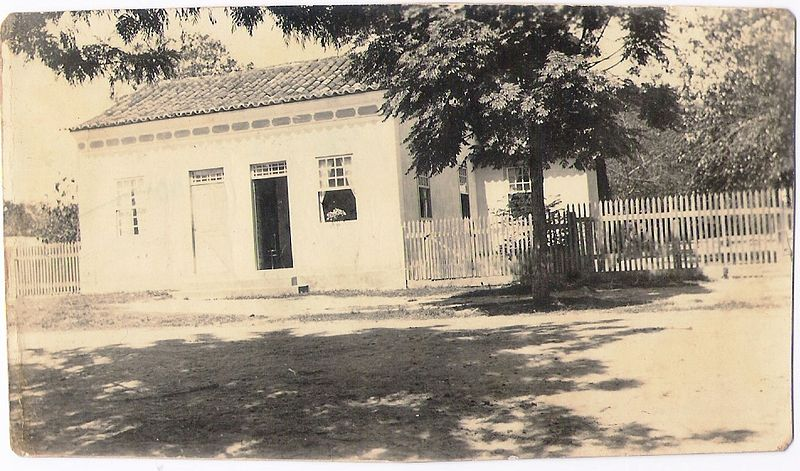
Casa da família Ricardo/Cotinha Witthinrich, onde residiram desde o casamento até completarem as bodas de ouro. Situada na rua Nereu Ramos, foi demolida em 11 de fevereiro de 2003. Construída antes de 1923

## Carreira
Foi um dos fundadores da União Democrática Nacional (UDN) em Braço do Norte.
Participou ativamente do movimento emancipacionista de Braço do Norte, capitaneado por Frederico Kuerten.